# Kĩkũyũ

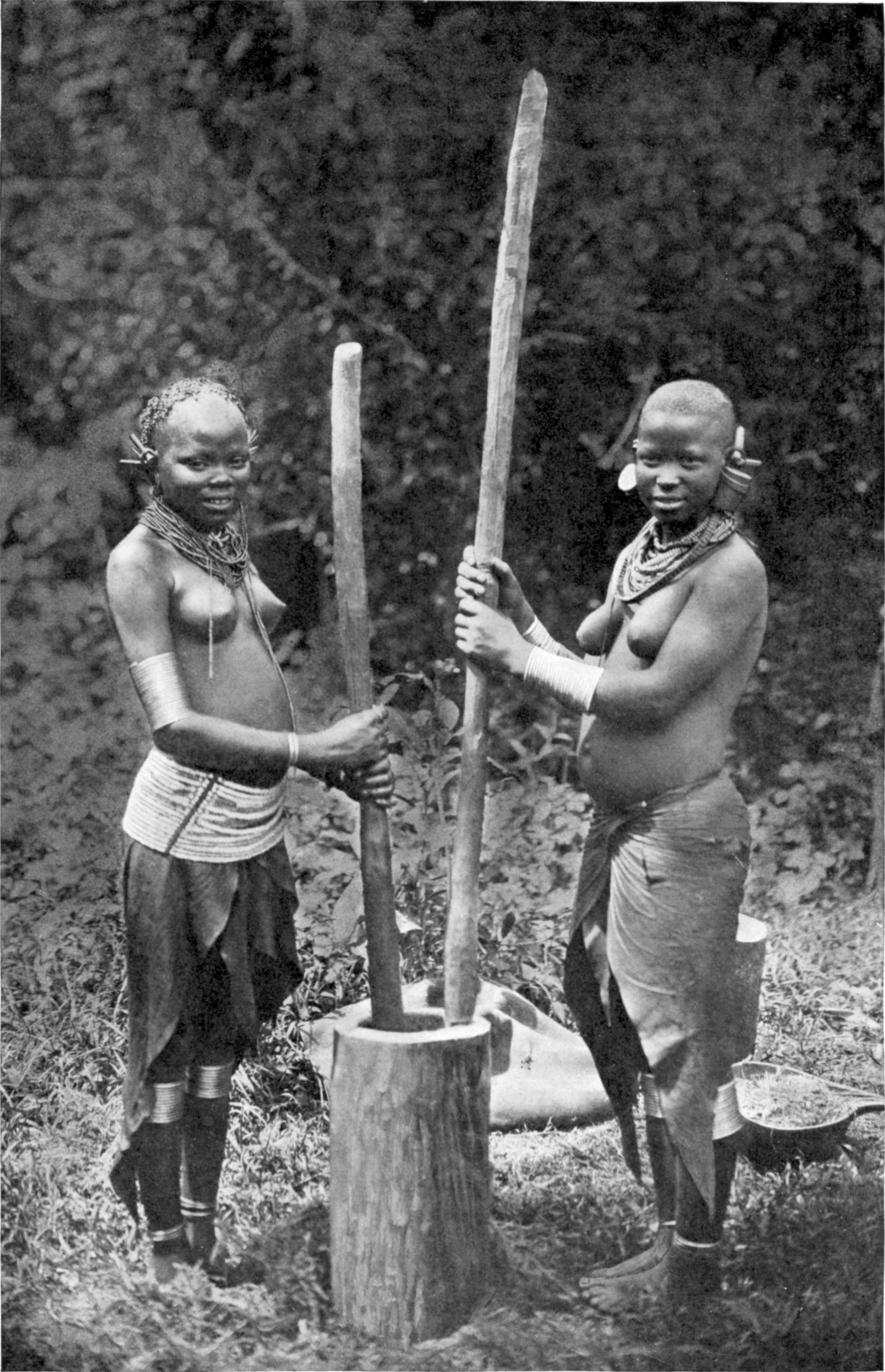
Dos mujeres kĩkũyũ en 1911, moliendo grano con técnicas tradicionales

Los kĩkũyũ (también escrito gĩkũyũ) son el grupo étnico más numeroso de Kenia, constituido por una población de más de 5 millones de personas, el 20 % del total de Kenia. Viven en las tierras del interior, entre la zona del monte Kenia y el Gran Valle del Rift en el oeste. Su lengua étnica es el gĩkũyũ.
Algunos kĩkũyũ destacados son el actual presidente de Kenia, Uhuru Kenyatta, así como el primer presidente tras la independencia Jomo Kenyatta. También son del pueblo kĩkũyũ la ganadora del Premio Nobel de la Paz Wangari Muta Maathai y el escritor Ngũgĩ wa Thiong'o.

## Orígenes
Se cree que los kĩkũyũ llegaron a Kenia desde el norte a comienzos del siglo XVI. Originalmente eran cazadores-recolectores, pero también practicaban el pastoreo nómada. Su organización social se basa en clanes y en el linaje patrilineal. La cohesión social se mantiene gracias a las clases por edades.

## Historia
Aunque los kĩkũyũ habían mantenido tradicionalmente buenas relaciones con sus vecinos los masái, con los que mantenían estrechos vínculos comerciales, el colonialismo perturbó este orden. A partir de la década de 1880, el Reino Unido se instaló en la costa e inició la construcción de una vía férrea desde la costa al lago Victoria, atravesando las tierras kĩkũyũ. Para la construcción del ferrocarril se expropiaron muchos terrenos. Este hecho fue una de las causas de la profunda insatisfacción kĩkũyũ con el gobierno colonial británico.

### Los kĩkũyũ en la época colonial
Los kĩkũyũ fueron el grupo étnico más activo en la lucha por la independencia de Kenia. En los años 1920 se formó la Kikuyu Central Association (Asociación Central Kikuyu), organización política que buscaba la independencia de Kenia en la que militó el que después sería primer presidente Jomo Kenyatta.
La mayor parte de los rebeldes Mau Mau eran también kĩkũyũ, incluido su líder Dedan Kǐmathi.

### Los kĩkũyũ tras la independencia

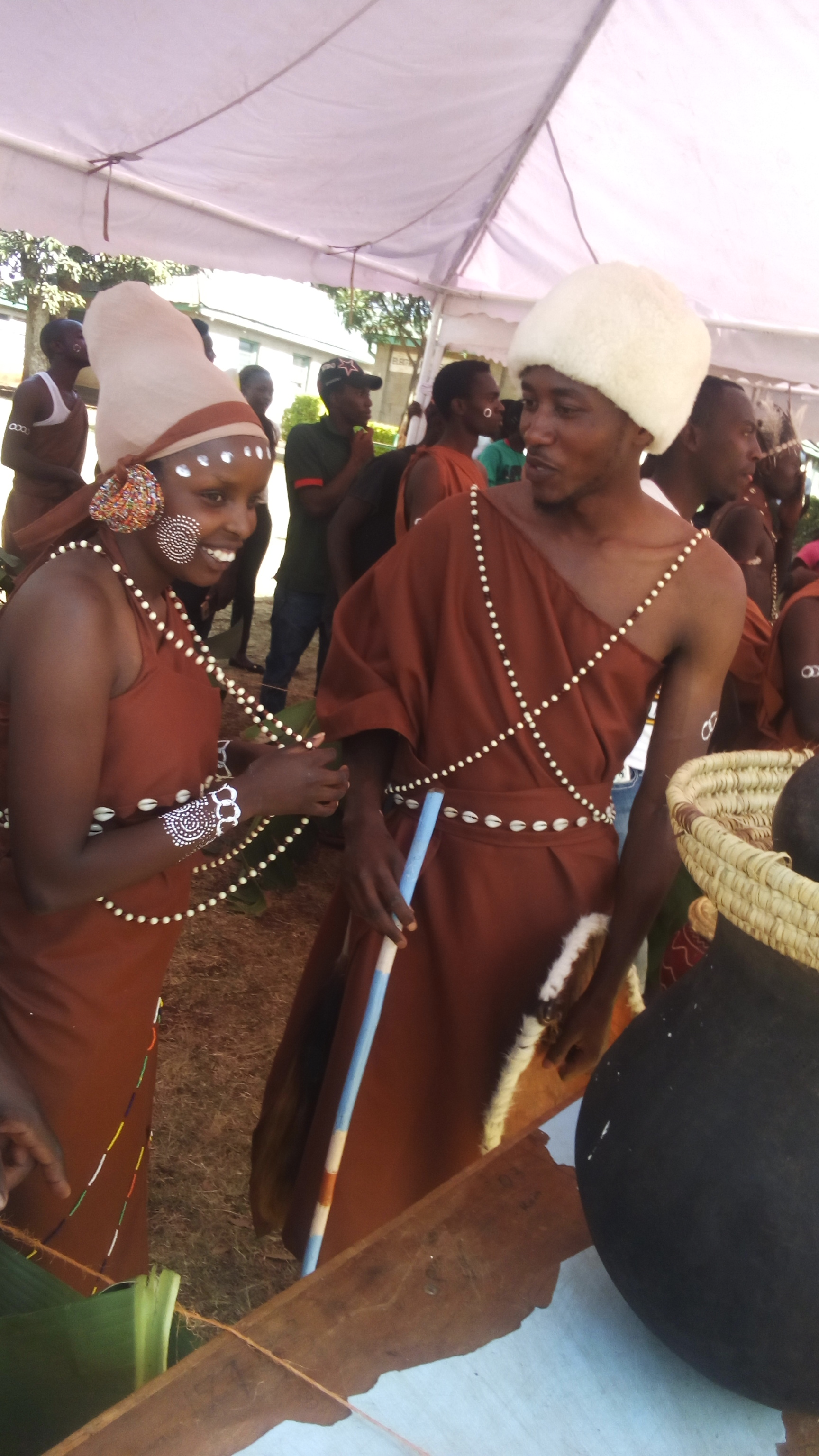
Hombre y mujer kĩkũyũ en 2020 en Kenia

Jomo Kenyatta, el primer presidente de Kenia, era kĩkũyũ. El tercer presidente de Kenia, Mwai Kǐbakǐ, ganador de las elecciones de 2002, es también kĩkũyũ.
El famoso escritor keniano Ngũgĩ wa Thiong'o es también kĩkũyũ, y en la actualidad escribe exclusivamente en lengua kĩkũyũ y en suajili.

## Idioma
Los kĩkũyũ hablan una lengua del mismo nombre, que pertenece al grupo nororiental de las lenguas bantúes.

## Religión
En la religión tradicional kĩkũyũ monoteísta, hay un único dios, llamado Ngai (adorado también por los masái y los kamba), que vive en lo alto del monte Kenia, llamado Kǐrǐnyaga por los kĩkũyũ.
- Wikimedia Commons alberga una categoría multimedia sobre Kĩkũyũ.
- Mûûgî nî mûtaare
- Kikuyu Language: A Simple Analysis
- Kikuyu Names